# Jennifer O'Neill
Jennifer O'Neill (Rio de Janeiro, 20 febbraio 1948) è un'attrice e modella brasiliana naturalizzata statunitense.

## Biografia
Nata da Oscar Delgado O'Neill, famoso importatore/esportatore di apparecchi dentali brasiliano, e da madre inglese, Irene Freda Pope, dai 14 anni lavorò come modella per la Ford Models, apparendo anche come testimonial commerciale e sulle copertine delle riviste di cinema.
Nel 1968 venne lanciata sul grande schermo con una piccola parte nel film Un uomo per Ivy. Nel 1970 recitò uno dei ruoli principali femminili nel western Rio Lobo, al fianco di John Wayne. Dopo il successo de Quell'estate del '42 (1971), in cui interpretò la giovane vedova di un soldato ucciso nella Seconda guerra mondiale, divenne una famosa attrice di Hollywood, dove ebbe diversi ruoli per i due decenni seguenti.
Recitò nella parte della contessa Teresa Raffo in L'innocente (1976), ultimo film di Luchino Visconti . L'anno successivo lavorò ancora in Italia nel giallo parapsicologico Sette note in nero di Lucio Fulci. Nel 1984 fu protagonista femminile della serie televisiva della CBS Cover Up, in cui l'attore protagonista maschile, Jon-Erik Hexum, morì sul set a causa di una pistola .44 Magnum caricata a salve: in una scena di prova, l'attore premette il grilletto dell'arma puntata alla tempia, ma la notevole onda di pressione generò alcuni frammenti ossei che si conficcarono nel cervello. La serie si concluse dopo solo una stagione.

## Vita privata
In un'autobiografia dai toni romantici, la O'Neill raccontò di essere stata sposata e divorziata 9 volte, arrivando a sposare 4 uomini diversi in 4 anni. Ebbe una figlia dal primo marito e altre due dai matrimoni successivi. Il 23 ottobre 1982 l'attrice si ferì accidentalmente all'addome con un colpo di pistola appartenente all'allora suo marito, John Lederer, nella loro casa di Bedford, New York. Dichiarò che stava controllando se l'arma era carica, e la polizia constatò che si trattò di un incidente. Nel 2004 O'Neill ha scritto e pubblicato From Fallen To Forgiven, un libro di note biografiche e pensieri filosofici sulla vita e l'esistenza.
L'attrice, che ebbe un aborto all'età di diciannove anni, è diventata un'attivista pro-life e rinascita nel 1986, all'età di 38 anni, predicando l'astinenza per gli adolescenti. Sull'aborto subìto, dichiarò: «Mi è stata detta una bugia dalla fossa dell'inferno: che il mio bambino era solo un grumo di tessuto. Le conseguenze dell'aborto possono essere ugualmente letali sia per la madre che al nascituro. Una donna che ha un aborto è condannata a sopportarlo per il resto della sua vita».
Jennifer O'Neill è inoltre costantemente attiva in iniziative e cause benefiche, avendo servito come presidente per l'American Cancer Society. Ha anche diretto uno speciale di un'ora per il World Vision in Africa, sul tema dell'epidemia di HIV. Inoltre, è attivamente coinvolta in alcune associazioni animaliste, sponsorizza il torneo di tennis "Jennifer O'Neill" a sostegno della ASPCA e anche una raccolta di fondi per non vedenti.

## Filmografia parziale
- Un uomo per Ivy (For Love of Ivy), regia di Daniel Mann (1968)
- Futz!, regia di Tom O'Horgan (1969)
- Rio Lobo, regia di Howard Hawks (1970)
- Quell'estate del '42 (Summer of '42), regia di Robert Mulligan (1971)
- Ma che razza di amici! (Such Good Friends), regia di Otto Preminger (1971)
- Glass Houses, regia di Alexander Singer (1972)
- Il caso Carey (The Carey Treatment), regia di Blake Edwards (1972)
- I diamanti dell'ispettore Klute (Lady Ice), regia di Tom Gries (1973)
- Gente di rispetto, regia di Luigi Zampa (1975)
- Il misterioso caso Peter Proud (The Reincarnation of Peter Proud), regia di J. Lee Thompson (1975)
- W.H.I.F.F.S. - La guerra esilarante del soldato Frapper (Whiffs), regia di Ted Post (1975)
- L'innocente, regia di Luchino Visconti (1976)
- Sette note in nero, regia di Lucio Fulci (1977)
- Caravans, regia di James Fargo (1978)
- La polvere degli angeli (A Force of One), regia di Paul Aaron (1979)
- 6 uomini d'acciaio (Steel), regia di Steve Carver (1979)
- Cloud Dancer, regia di Barry Brown (1980)
- Scanners, regia di David Cronenberg (1981)
- I Love N.Y., regia di Gianni Bozzacchi (1987)
- Rinchiusa (Committed), regia di William A. Levey (1991)
- Intimità violata (Invasion of Privacy), regia di Kevin Meyer (1992)
- Love is like that, regia di Jill Goldman (1992)
- Con la massima discrezione (Discretion Assured), regia di Odorico Mendes (1993)
- The Visual Bible: Acts, regia di Regardt van den Bergh (1994)
- The Ride, regia di Jeff Myres
- The Prince and the Surfer, regia di Arye Gross e Gregory Gieras (1999)
- Time Changer, regia di Rich Christiano (2002)
- Billy: The Early Years, regia di Robby Benson (2008)
- Doonby, regia di Peter M. Mackenzie (2012)
- Last Ounce of Courage, regia di Darrel Campbell (2012)
- I'm Not Ashamed, regia di Brian Baugh (2016)

## Doppiatrici italiane
- Valeria Moriconi in L'innocente
- Rita Savagnone in Gente di rispetto, Sette note in nero
- Melina Martello in Scanners
- Alba Cardilli in Cover up